# 日本こけし館
日本こけし館（にほんこけしかん）は宮城県大崎市鳴子温泉に所在するこけしに関する施設。こけしの展示を鑑賞できるほか、こけしの絵付けを体験することができる。

## 展示品
日本こけし館は童謡作家の深沢要が私蔵のこけし600点余りを旧鳴子町に寄贈したことにより始まり、以来故高松宮のコレクションや、国立博物館学芸員溝口三郎、俳優の菅原文太らからこけしの寄贈を受け、それらを展示している。

## 体験学習
こけしの絵付け体験ができる。5人以上の場合は予約が必要である。

## アクセス
- 住所 宮城県大崎市鳴子温泉字尿前74-2
- 交通 
  - JR陸羽東線 鳴子温泉駅からタクシーで5分
  - E4東北道 古川ICから車で40分
- 営業期間 4月～12月（冬期休業）
- 営業時間 8:30～17:00（12月は9:00～16:00）
- 入館料 大人400円、高校生160円、中学生160円、小学生120円